# Верхнее Санчелеево (аэродром)
Ве́рхнее Санчеле́ево — спортивный аэродром вблизи одноимённого села в Ставропольском районе Самарской области Российской Федерации, в 18 км северо-восточнее города Тольятти, в 70 км северо-западнее города Самара.
На аэродроме базируется Тольяттинский авиационно-спортивный клуб (самолёты Як-18Т, Як-52, Як-55, Ан-2, вертолёт Ми-2). Авиационной техникой авиаспортклуба проводятся сельскохозяйственные работы (самолёт Z-37 «Шмель»). Аэродром с развитой инфраструктурой, полностью приспособленный для использования, хранения, обслуживания и постройки летательных аппаратов малой и сверхлёгкой авиации. Аэродром способен принимать самолёты массой до 10 т, вертолёты массой до 15 т.
Аэродром «Верхнее Санчелеево» предоставляет собой постоянное и временное базирование частных воздушных судов, действующее круглогодично. Для пилотов на аэродроме есть возможность дозаправки при длительных перелётах. На территории функционирует гостиница с банкетным залом для всех желающих.

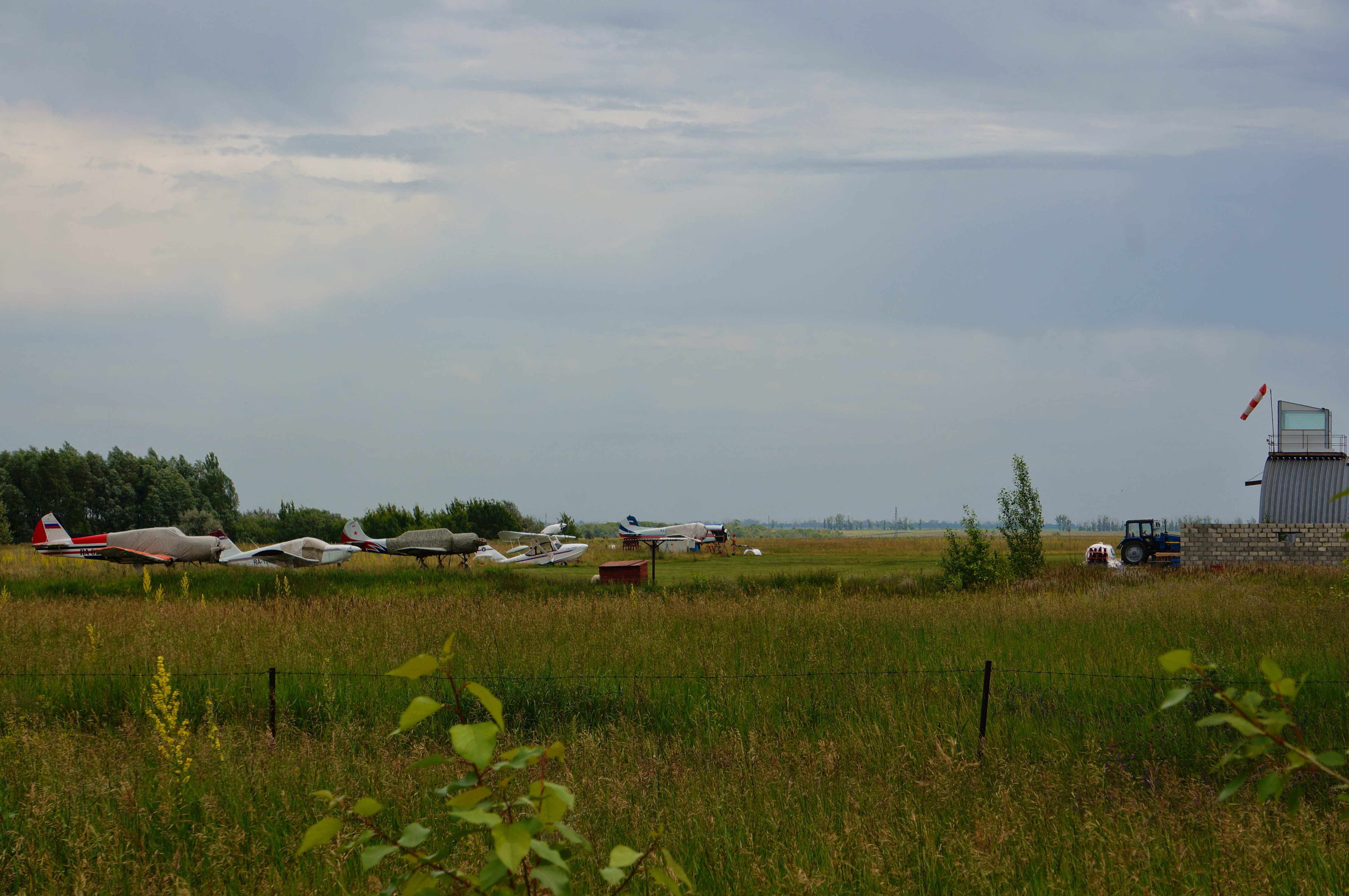
Аэродром «Верхнее Санчелеево».